# Pyrellina minuta
Pyrellina minuta är en tvåvingeart som beskrevs av Peris 1967. Pyrellina minuta ingår i släktet Pyrellina och familjen husflugor.
Artens utbredningsområde är Ekvatorialguinea. Inga underarter finns listade i Catalogue of Life.